# Toby Collyer
Tobias Christopher Collyer (født 3. januar 2004) er en engelsk professionel fodboldspiller, som spiller for EFL Championship-klubben West Bromwich Albion, hvor han er lånt til fra Manchester United.

## Klubkarriere

### Manchester United
Collyer kom igennem ungdomsakademiet hos Brighton & Hove Albion, men skiftede i marts 2022 til Manchester United efter at have afvist en ny kontrakt hos Brighton. Han fik sin førsteholdsdebut den 10. august 2024 i FA Community Shield-finalen mod Manchester City.

#### Leje til WBA
Collyer skiftede i august 2025 til West Bromwich Albion på en lejeaftale.

## Landsholdskarriere
Collyer har repræsenteret England på flere ungdomsniveauer.